# Чань муой

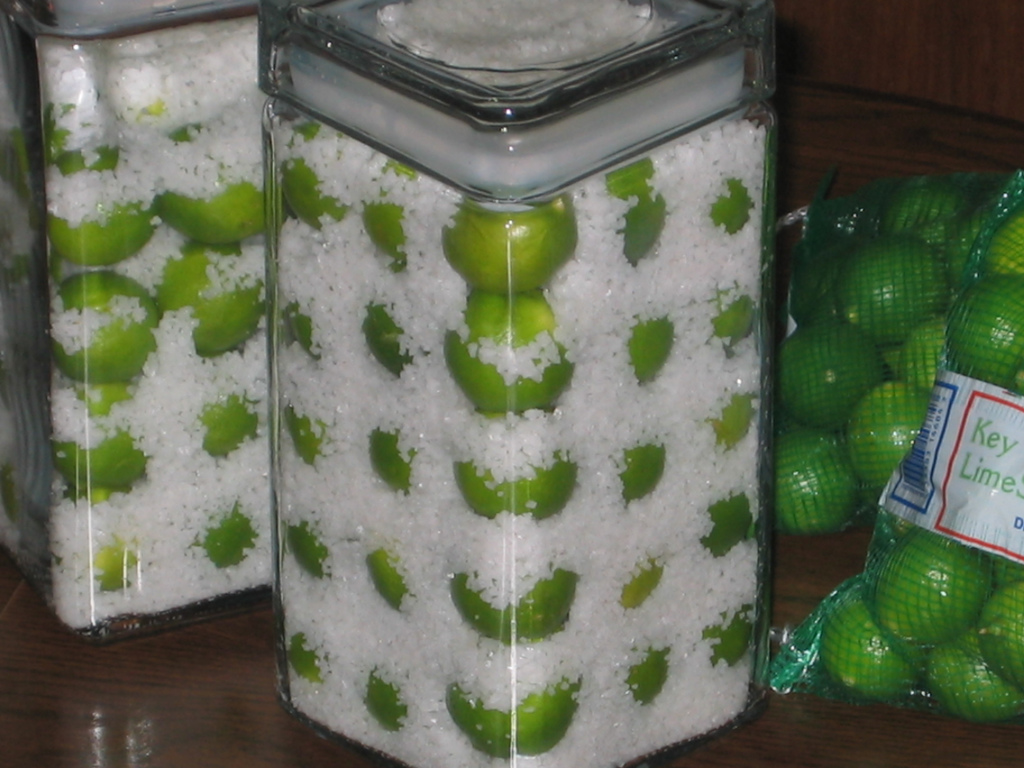

Солоний лайм, Чань муой (Chanh muối) — страва з лаймів та солі у в'єтнамській кухні. Його назва походить від в'єтнамських слів chanh (що означає «лайм» або «лимон») і muối (що означає «сіль»). Щоб зробити чань муой, багато лаймів щільно упаковують у скляну ємність з соллю і ставлять на сонце, поки вони не засоляться. Під час процесу з лайма витягують соки, які розчиняють сіль і утворюють рідину, яка і називається Чань муой.

## Спосіб подачі

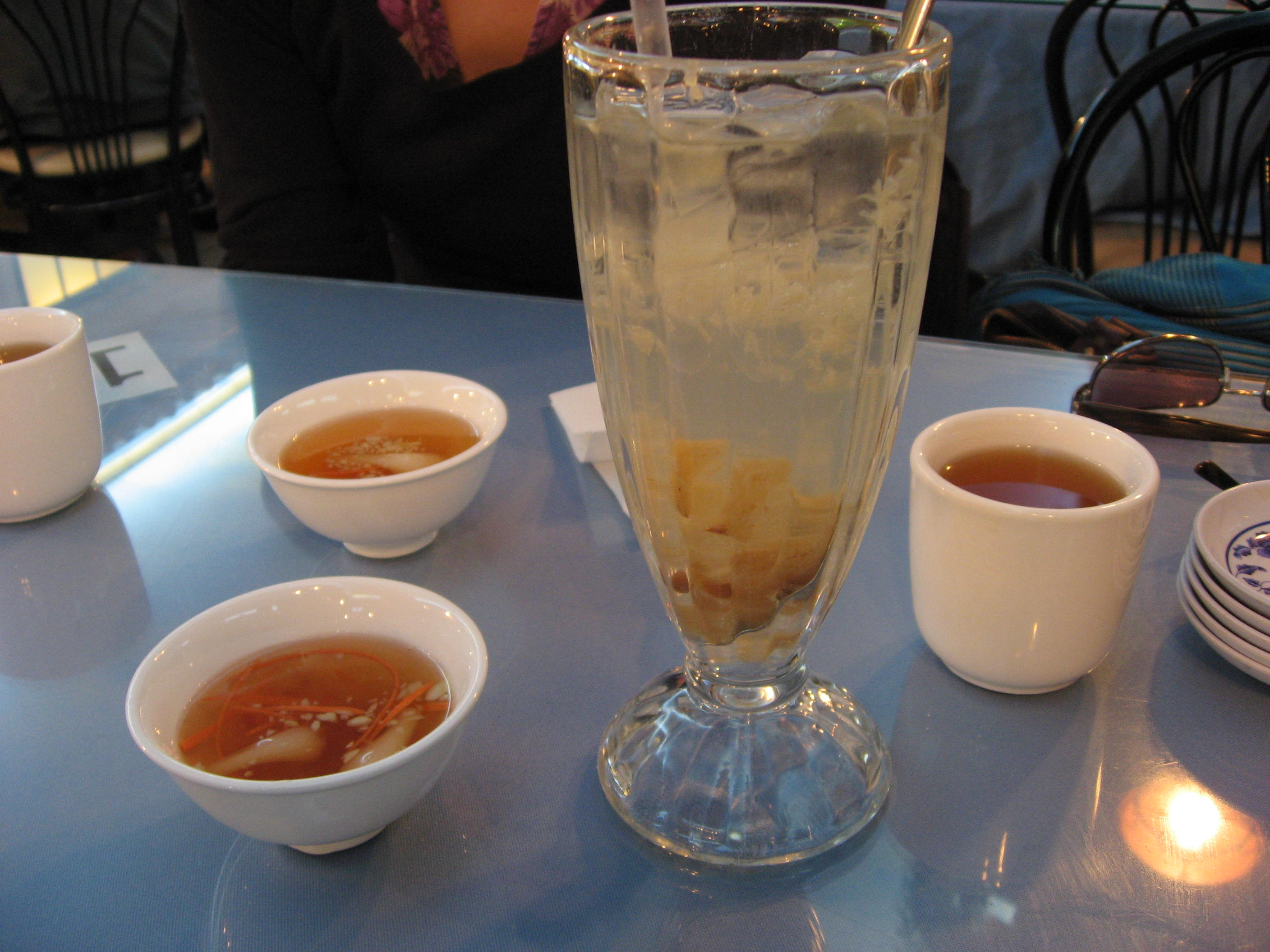
Склянка чань муой з лимонів у ресторані в китайському кварталі Нью-Йорка

Chanh muối використовуються для приготування напою (з додаванням цукру та води або газованої води), який називається nước chanh muối, де Nước означає воду або «напій», а в поєднанні з nước chanh це означає лимонад. Назва напою, як правило, скорочується лише до чань муой. Його можна часто побачити в меню в'єтнамських ресторанів, у перекладі як «солоний лимонад» або «солона содова». Щоб приготувати напій, невеликий шматочок чань муой (що містить як шкірку, так і м'якоть) нарізають, кладуть у склянку і злегка подрібнюють ложкою, щоб виділити сік, потім додають інші інгредієнти.
Хоча напій зазвичай подають холодним, з льодом, як освіжаючий літній напій, його також можна подавати гарячим, і, як вважають, це засіб від нежиті. Після того, як випили напій, багато в'єтнамців із задоволенням їдять шматочок чань муой, залишений у склянці.
За межами В'єтнаму лимони іноді використовуються замість лайма для приготування напою.
Перший комерційний бренд був створений компанією Dan Vo, який продавався у пляшках та пакетах у Південно-Східній Азії.